# Sirac (Gers)
Sirac település Franciaországban, Gers megyében. Lakosainak száma 162 fő (2022. január 1.). Sirac Cologne, Saint-Cricq, Saint-Georges, Saint-Germier, Saint-Orens, Thoux és Touget községekkel határos.

## Népesség
A település népessége az elmúlt években az alábbi módon változott:
| Lakosok száma | 162  | 106  | 98   | 100  | 156  | 165  | 169  | 167  | 164  | 162  |
|               | 1968 | 1982 | 1990 | 2006 | 2013 | 2015 | 2017 | 2019 | 2020 | 2022 |